# Leonid Nikolayevich Punin
Leonid Nikolayevich Punin (tiếng Nga: Леонид Николаевич Пунин; 1892-1916), có biệt danh là Ataman Punin  (Атаман Пунин), người sáng lập và chỉ huy biệt đội đặc nhiệm thuộc Phương diện quân Bắc của Lục quân Đế quốc Nga trong Thế chiến thứ nhất.

## Thân thế
Leonid Punin sinh năm 1892, là con trai của một y sĩ quân đội Nikolay Mikhailovich Punin và nữ diễn viên Anna Nikolayevna Artamonova. Anh trai ông, Nikolay, về sau trở thành một nhà phê bình nghệ thuật nổi tiếng của Liên Xô, người sau đó đã chết trong một trại tập trung do sự phản đối của ông đối với chế độ của Stalin. Aleksandr, anh cả, đã chiến đấu trong Thế chiến thứ nhất và sau đó trở thành một nhà sinh vật học. Em trai, Lev, cũng gia nhập quân đội. Zinaida, người chị duy nhất, kết hôn với Iosif Bulak-Balakhovich và chuyển đến Ba Lan sau Cách mạng tháng 10. Bà trở thành nữ tu sau cái chết của chống và qua đời năm 1983.

## Binh nghiệp
Punin khởi đầu binh nghiệp trong Quân đoàn Thiếu sinh quân số 2, một trường đào tạo quân sự của Đế quốc Nga tại St. Petersburg. Sau khi tốt nghiệp tại đây vào năm 1910, ông tiếp tục theo học bổ sung tại Trường quân sự Pavlovsk (Павловское военное училище). Tốt nghiệp sĩ quan năm 1912, ông được phong cấp Trung úy, phục vụ trong Trung đoàn bộ binh 94 Yenisey.
Cuối năm 1912, ông được chuyển sang Trung đoàn Súng trường Phần Lan số 8. Khi Thế chiến thứ nhất bùng nổ và nước Nga tham chiến, ông phục vụ với tư cách là trưởng toán trinh sát và là phụ tá chỉ huy. Ông cũng trực tiếp tham gia nhiều trận chiến với quân Đức và Áo trong những tháng đầu năm 1915.

## Biệt đội Ataman Punin
Vào tháng 9 năm 1915, Punin (lúc đó đã là sĩ quan chỉ huy) bắt đầu một kế hoạch thành lập một biệt đội đặc nhiệm, nhằm thực hiện các nhiệm vụ trinh sát và quấy phá hậu phương quân đội Đức, khiến đối phương rơi vào tình trạng hỗn loạn. Kế hoạch sau đó đã nhận được sự hỗ trợ từ các thành viên của Hoàng gia Nga. Ngày 26 tháng 11, biệt đội được thành lập, gồm 10 sĩ quan và hơn 300 binh sĩ. Trong số đó có 37 người Latvia (thuộc tiểu đoàn súng trường Latvia số 2) và khoảng 50 người biết tiếng Ba Lan và tiếng Đức.
Hơn 70% thành viên của biệt đội là người Kazakh, vì vậy, vào tháng 12 năm 1915, Punin chính thức nhận được danh hiệu Ataman (thủ lĩnh Kazakh), nhằm giúp ông có được sự tôn trọng của các chiến binh cấp dưới. Một số chỉ huy biệt đội về sau trở thành những tướng lĩnh Bạch vệ như Nam tước von Ungern-Sternberg (chỉ huy biệt đội số 3 và là tướng lĩnh Bạch vệ đầu tiên trong Nội chiến Nga), Stanislav và Iosif Bulak-Balakhovich (Stanisław và Józef Bułak-Bałachowicz, thủ lĩnh phong trào độc lập Belarus), Georgy Dombrovsky (Jerzy Dąbrowski, một thủ lĩnh du kích nổi tiếng có biệt danh "Lupaschka"), Illarion Stavsky (chỉ huy của một tiểu đoàn của trung đoàn Talabasky trong cuộc Nội chiến), và Nikolay Zujev (một "James Bond Nga", một điệp viên nhị trùng làm việc cho cả Stalin và Bạch vệ).
Biệt đội Punin là đơn vị đặc nhiệm duy nhất cấp trung đoàn của Phương diện quân Bắc Nga. Nó đã chiến đấu chống lại quân Đức gần thành phố Riga (Kemeri), tham gia vào các trận chiến ở Mittaw (tháng 12 năm 1916) và Riga (Mùa hè 1917). Đơn vị hoạt động tốt đến mức được các thành viên hoàng gia và và chỉ huy quân sự trao tặng nhiều huân huy chương. Riêng cá nhân Punin, ông đã được trao tặng Huân chương Thập tự Thánh George (hạng 4), Huân chương Thập tự Thánh Vladimir (hạng 4 với kiếm và cung), và nhiều huân chương quân sự khác.
Ngày 1 tháng 9 năm 1916, Leonid Punin bị bắn và giết chết trong một trận chiến với quân Đức ở gần Anticiems. Ông được chôn cất tại thị trấn Pavlovsk (gần St. Petersburg, Nga ngày nay).
Anh trai Aleksandr đã kế tục vị trí của ông với tư cách là chỉ huy biệt đội. Vào tháng 3 năm 1917, đơn vị đã nhận được tên gọi chính thức mới: "Biệt đội đặc nhiệm của Ataman Punin". Đơn vị vẫn hoạt động cho đến khi tan rã vào tháng 2 năm 1918.